# Celama sorghiella
Celama sorghiella är en fjärilsart som beskrevs av Riley. Celama sorghiella ingår i släktet Celama och familjen trågspinnare. Inga underarter finns listade i Catalogue of Life.

## Bildgalleri

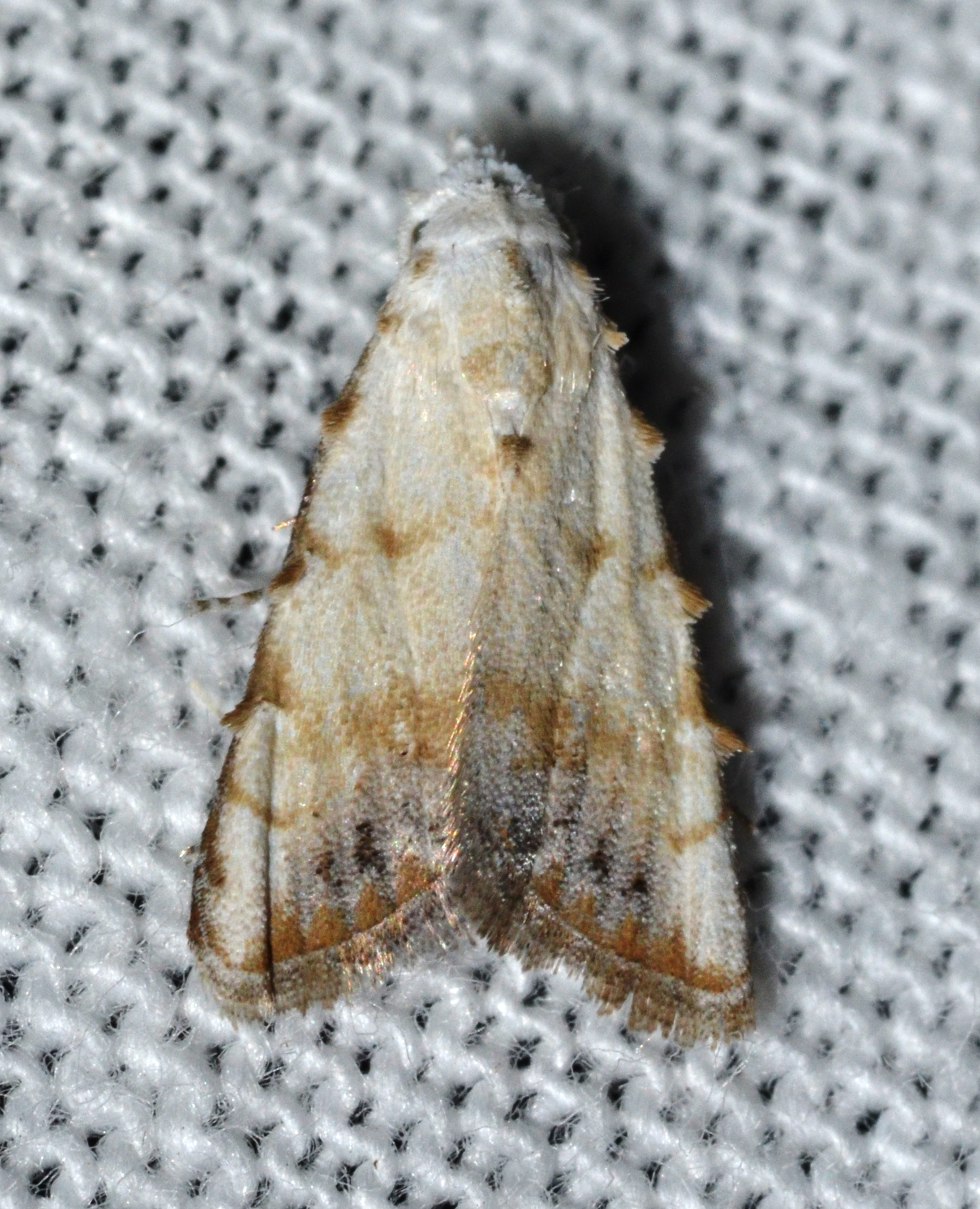
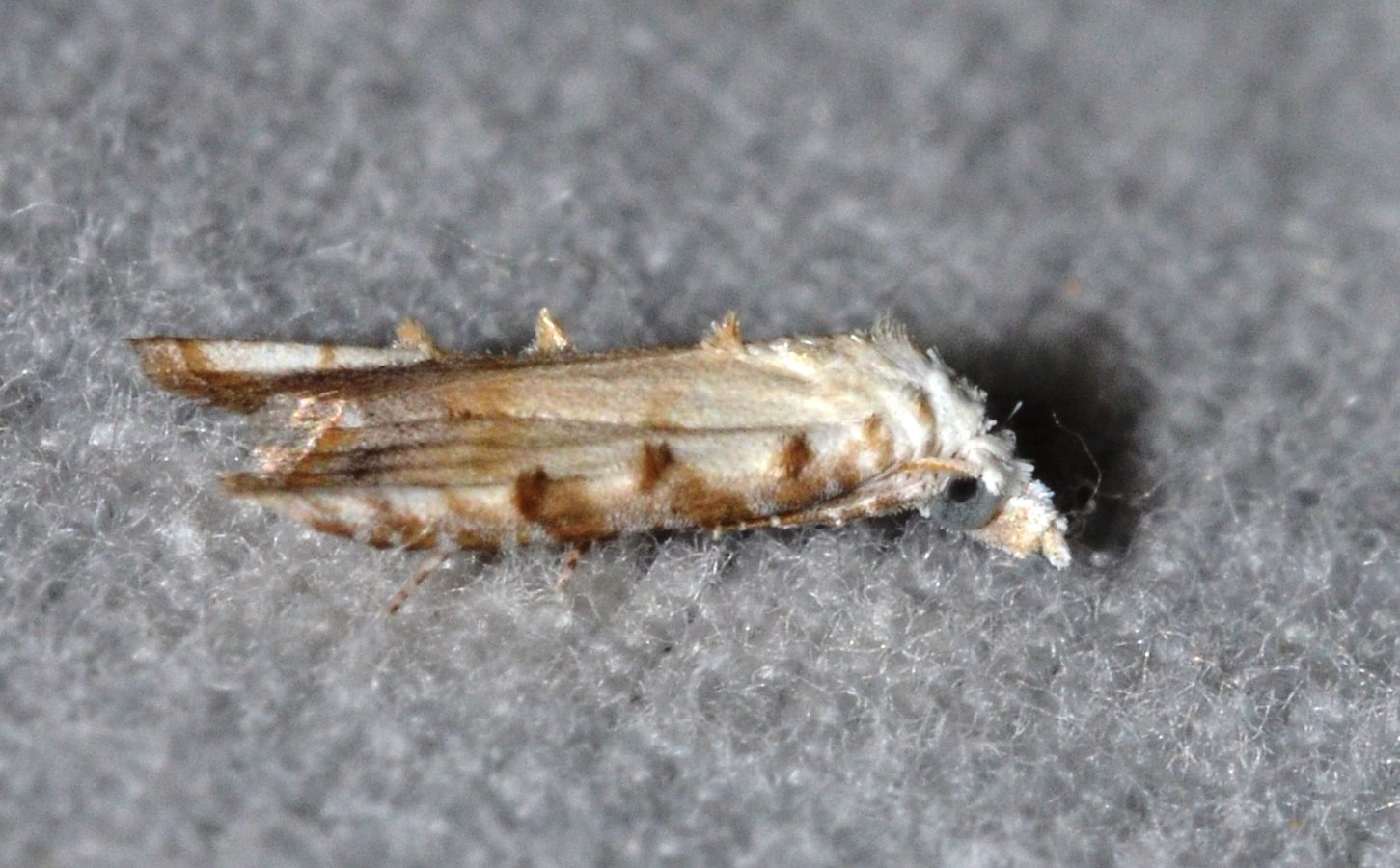